# Epeolus rufulus
Epeolus rufulus là một loài Hymenoptera trong họ Apidae. Loài này được Cockerell mô tả khoa học năm 1941.